# Доктор, Мартин
Ма́ртин До́ктор (чеш. Martin Doktor; род. 21 мая 1974 года, Поличка, Чехословакия) — чешский гребец на каноэ, двукратный олимпийский чемпион 1996 года, двукратный чемпион мира. Знаменосец сборной Чехии на Олимпийских играх 2000 года.

## Спортивная биография
Заниматься греблей Мартин Доктор начал в 7 лет в городе Пардубице. Первые годы он тренировался в гребле на байдарках, но через некоторое время перешёл в группу каноистов. В 1992 году к чешскому спортсмену приходит первый успех. Доктор становится чемпионом мира среди юниоров, проходившем в Гамбурге.
В 1995 году Мартин начинает выступать за гребной клуб Министерства внутренних дел Чехии. На чемпионате мира в немецком Дуйсбурге Доктор стал двукратным серебряным призёром в индивидуальных соревнованиях каноистов.
На Олимпийских играх Мартин Доктор дебютировал в 1996 году на играх в Атланте. Чешский спортсмен принимал участие в двух дисциплинах. И на дистанции 500 метров, и на 1000 м Доктор прошёл в финал, заняв первое место в своих предварительных заплывах. Финалы в соревнованиях прошли 3 и 4 августа. Обе дистанции оказались счастливыми для чеха. За два дня Мартин Доктор стал двукратным олимпийским чемпионом и героем Чехии. Этот успех также позволил Мартину получить награду лучшего спортсмена года в Чехии.
В 1997 году Мартин впервые в карьере стал чемпионом мира. Спустя год он повторил свой успех на мировом первенстве в венгерском Сегеде. Больше чешскому спортсмену ни разу не покорилось мировое первенство. Четырежды он становился серебряным призёром, а дважды бронзовым.
На Олимпийских играх 2000 года в Сиднее Доктор являлся знаменосцем своей сборной на церемонии открытия. Но сами игры сложились для чеха очень неудачно. Ему не удалось повторить свой успех ни на одной из дистанций. Оба раза Мартин останавливался на 8-м месте.
В 2004 году Доктор всерьёз рассчитывал побороться за медали Олимпийских игр в Афинах. На играх чех не смог попасть в тройку призёров, дважды останавливаясь за чертой призовой тройки, занимая 4-е и 5-е места, имея отставание от третьего призёра менее, чем в секунду.
Последней медалью на крупных международных соревнованиях, завоёванной Мартином Доктором, стало серебро на чемпионате Европы 2006 года. В том же году чешский спортсмен принял участие в чемпионате мира, после окончания которого он завершил свои выступления в соревнованиях одиночек. В течение ещё двух лет Мартин соревновался в составе каноэ-двойки. В 2008 году принял предложение чешской федерации гребного спорта и стал тренером национальной команды каноистов.

## Награды
- Спортсмен года в Чехии 1996 года.
- Медаль «За заслуги» I степени (2024 год)[1].

## Личная жизнь
Жена - Екатерина, Дети - сын Феликс (2001) и дочь Джулия (2005).
В 2001 году Мартин получил степень магистра на факультете физической культуры в Карловом университете в Праге.